# Хільдебрандт Олександра Володимирівна
Олекса́ндра Володи́мирівна Хільдебра́́ндт — директор музею Берлінського муру «Чекпойнт Чарлі», м. Берлін.
В пам'ять про свого чоловіка Райнера Хільдебрандта 2004 року заснувала нагороду за правозахисну діяльність, серед нагороджених — Михайло Ходорковський, Юрій Шмідт, Андрій Макаревич.

## Нагороди
- Відзнака Президента України — ювілейна медаль «25 років незалежності України» (22 серпня 2016) — за вагомий особистий внесок у зміцнення міжнародного авторитету Української держави, популяризацію її історичної спадщини і сучасних надбань та з нагоди 25-ї річниці незалежності України[1]